# Food Hunters
Food Hunters foi um reality show gastronômico estadunidense criado por Nickelodeon e apresentado pela chef Lorena Garcia. Esta produção propõe que os competidores sejam 8 participantes entre 8 e 13 anos. O programa estreou-se o 16 de outubro de 2016 na América latina, e mais tarde no Brasil, pela Nickelodeon Brasil.  O programa começou a ser filmado no início de maio e conta com participantes de toda a América Latina. Este programa conta com 12 episódios de 60 minutos e é produzida em colaboração com a Chef Lorena Garcia e Cinemat Inc. para a Nickelodeon Latinoamérica.

## Formato
Neste dinâmico show, 4 equipes de 2 concorrentes cada uma, competirão numa divertida jornada externa para coletar os ingredientes necessários para este grande concurso culinário de Nickelodeon. As primeiras 3 equipes em completar a fase de coleta, no exterior, usará os ingredientes coletados, sua imaginação e suas habilidades culinárias para a prova individual contra seus colegas na cozinha. Eles competirão contra relógio e, sob o comando da Chef venezuelana Lorena Garcia, conhecida por ser personalidade de TV, autora publicada e dona de vários restaurantes, que agora avaliará e decidirá quem será o ganhador da cada episódio.

## Episódios
| #  | Títulos                                                  | Exibições                                     | Código |
| -- | -------------------------------------------------------- | --------------------------------------------- | ------ |
| 1  | "Como Leite para Manteiga" "Como leche para mantequilla" | 16 de outubro de 2016 13 de novembro de 2016  | 101    |
| 2  | "O Ingrediente Misterioso" "El ingrediente misterioso"   | 23 de outubro de 2016 20 de novembro de 2016  | 102    |
| 3  | "Viva a Massa!" "¡Viva la Pasta!"                        | 30 de outubro de 2016 27 de novembro de 2016  | 103    |
| 4  | "O Ovo ou a Galinha?" "¿La gallina o el huevo?"          | 6 de novembro de 2016 4 de dezembro de 2016   | 104    |
| 5  | "Ricota Rica" "Rica Ricota"                              | 13 de novembro de 2016 11 de dezembro de 2016 | 105    |
| 6  | "Milho Instável" "Maíz Movedizo"                         | 20 de novembro de 2016 18 de dezembro de 2016 | 106    |
| 7  | "Papa e Objectivo" "Papa y puntería"                     | 27 de novembro de 2016 8 de janeiro de 2017   | 107    |
| 8  | "Chuva de Manga" "Lluvia de mangos"                      | 4 de dezembro de 2016 15 de janeiro de 2017   | 108    |
| 9  | "Esqui Fazendeiro" "Esqui granjero"                      | 11 de dezembro de 2016 22 de janeiro de 2017  | 109    |
| 10 | "Feliz como um Molusco" "Feliz como una lombriz"         | 18 de dezembro de 2016 29 de janeiro de 2017  | 110    |
| 11 | "Rápido como um Arroz" "Veloz como el arroz"             | 8 de janeiro de 2017 5 de fevereiro de 2017   | 111    |
| 12 | "La gran final de Food Hunters"                          | 15 de janeiro de 2017 12 de fevereiro de 2017 | 112    |

## Concursantes

### Episódio 1
| Participante | Participante | Idade                      | Informação              |
| ------------ | ------------ | -------------------------- | ----------------------- |
|              | Sofia        | 13 anos                    | Vencedora Equipe Morado |
| Milenka      | 12 anos      | Finalista Equipe Morado    |                         |
| Nadia        | 12 anos      | Finalistas Equipe Azul     |                         |
| Valentina    | 11 anos      |                            |                         |
| Kevin        | 13 anos      | Finalistas Equipe Amarelo  |                         |
| Luis         | 12 anos      |                            |                         |
| Luisa        | 13 anos      | Eliminados Equipe Vermelho |                         |
| Santiago     | 13 anos      |                            |                         |

### Episódio 2
| Participante | Participante | Idade                      | Informação             |
| ------------ | ------------ | -------------------------- | ---------------------- |
|              | Luis         | 11 anos                    | Vencedor Equipe Morado |
| Sofía        | 11 anos      | Finalista Equipe Morado    |                        |
| Valentina    | 12 anos      | Finalistas Equipe Vermelho |                        |
| Juan Martín  | 13 anos      |                            |                        |
| Tanya        | 12 anos      | Finalistas Equipe Amarelo  |                        |
| Daniela      | 10 anos      |                            |                        |
| Giancarlo    | 13 anos      | Eliminados Equipe Azul     |                        |
| Brandon      | 11 anos      |                            |                        |

### Episódio 3
| Participante | Participante | Idade                      | Informação             |
| ------------ | ------------ | -------------------------- | ---------------------- |
|              | José Daniel  | 13 anos                    | Vencedor Equipe Morado |
| Milena       | 12 anos      | Finalista Equipe Morado    |                        |
| Agustín      | 10 anos      | Finalistas Equipe Azul     |                        |
| Emilia       | 12 anos      |                            |                        |
| Isabella     | 10 anos      | Finalistas Equipe Amarelo  |                        |
| Juan         | 12 anos      |                            |                        |
| Elisa        | 11 anos      | Eliminados Equipe Vermelho |                        |
| Enrique      | 13 anos      |                            |                        |

### Episódio 4
| Participante | Participante | Idade                      | Informação              |
| ------------ | ------------ | -------------------------- | ----------------------- |
|              | Gabriela     | 11 anos                    | Vencedora Equipe Morado |
| Paulina      | 9 anos       | Finalista Equipe Morado    |                         |
| Pedro        | 10 anos      | Finalistas Equipe Azul     |                         |
| Luis         | 11 anos      |                            |                         |
| Santiago     | 9 anos       | Finalistas Equipe Vermelho |                         |
| Salvatore    | 11 anos      |                            |                         |
| Paula        | 11 anos      | Eliminados Equipe Amarelo  |                         |
| Charlotte    | 10 anos      |                            |                         |

### Episódio 5
| Participante | Participante | Idade                      | Informação              |
| ------------ | ------------ | -------------------------- | ----------------------- |
|              | Santiago     | 13 anos                    | Vencedor Equipe Amarelo |
| Antonia      | 13 anos      | Finalista Equipe Amarelo   |                         |
| Uziel        | 13 anos      | Finalistas Equipe Azul     |                         |
| Esther       | 13 anos      |                            |                         |
| Victoria     | 12 anos      | Finalistas Equipe Vermelho |                         |
| Andrés       | 11 anos      |                            |                         |
| Luka         | 11 anos      | Eliminados Equipe Morado   |                         |
| Tania        | 13 anos      |                            |                         |

### Episódio 6
| Participante | Participante | Idade                      | Informação              |
| ------------ | ------------ | -------------------------- | ----------------------- |
|              | María Julia  | 12 anos                    | Vencedora Equipe Morado |
| Eduardo      | 10 anos      | Finalista Equipe Morado    |                         |
| Daniela      | 14 anos      | Finalistas Equipe Azul     |                         |
| Haquin       | 12 anos      |                            |                         |
| Nicholas     | 12 anos      | Finalistas Equipe Amarelo  |                         |
| Sophie       | 12 anos      |                            |                         |
| Lucas        | 12 anos      | Eliminados Equipe Vermelho |                         |
| Victoria     | 12 anos      |                            |                         |

### Episódio 7
| Participante | Participante | Idade                      | Informação              |
| ------------ | ------------ | -------------------------- | ----------------------- |
|              | Javier       | 11 anos                    | Vencedor Equipe Amarelo |
| Mariana      | 10 anos      | Finalista Equipe Amarelo   |                         |
| María José   | 11 anos      | Finalistas Equipe Azul     |                         |
| Juan Miguel  | 8 anos       |                            |                         |
| Santiago     | 12 anos      | Finalistas Equipe Vermelho |                         |
| Aura         | 9 anos       |                            |                         |
| Daniel       | 10 anos      | Eliminados Equipe Morado   |                         |
| Michelle     | 10 anos      |                            |                         |

### Episódio 8
| Participante | Participante | Idade                      | Informação               |
| ------------ | ------------ | -------------------------- | ------------------------ |
|              | Aranza       | 9 anos                     | Vencedora Equipe Amarelo |
| María Paz    | 12 anos      | Finalista Equipe Amarelo   |                          |
| Mariana      | 8 anos       | Finalistas Equipe Morado   |                          |
| Camila       | 11 anos      |                            |                          |
| Natalia      | 10 anos      | Finalistas Equipe Vermelho |                          |
| Aura         | 9 anos       |                            |                          |
| Maikol       | 8 anos       | Eliminados Equipe Azul     |                          |
| Nicolas      | 10 anos      |                            |                          |

### Episódio 9
| Participante | Participante | Idade                      | Informação              |
| ------------ | ------------ | -------------------------- | ----------------------- |
|              | Renatta      | 9 anos                     | Vencedora Equipe Morado |
| Ximena       | 11 anos      | Finalista Equipe Morado    |                         |
| Delfina      | 11 anos      | Finalistas Equipe Azul     |                         |
| Leyla        | 9 anos       |                            |                         |
| Paula        | 12 anos      | Finalistas Equipe Amarelo  |                         |
| Ana Victoria | 10 anos      |                            |                         |
| Ema          | 11 anos      | Eliminados Equipe Vermelho |                         |
| Paulina      | 11 anos      |                            |                         |

### Episódio 10
| Participante | Participante | Idade                     | Informação                |
| ------------ | ------------ | ------------------------- | ------------------------- |
|              | Aylin        | 9 anos                    | Vencedora Equipe Vermelho |
| Samuel       | 9 anos       | Finalista Equipe Vermelho |                           |
| Ivanna       | 11 anos      | Finalistas Equipe Morado  |                           |
| Morena       | 9 anos       |                           |                           |
| José Joaquín | 10 anos      | Finalistas Equipe Amarelo |                           |
| André        | 10 anos      |                           |                           |
| Silvana      | 11 anos      | Eliminados Equipe Azul    |                           |
| Salvador     | 10 anos      |                           |                           |

### Episódio 11
| Participante | Participante | Idade                      | Informação            |
| ------------ | ------------ | -------------------------- | --------------------- |
|              | Lara         | 13 anos                    | Vencedora Equipe Azul |
| Matias       | 12 anos      | Finalista Equipe Azul      |                       |
| Mateo        | 10 anos      | Finalistas Equipe Amarelo  |                       |
| Grace        | 10 anos      |                            |                       |
| Sebastian    | 12 anos      | Finalistas Equipe Morado   |                       |
| Lilian       | 11 anos      |                            |                       |
| Ángel        | 12 anos      | Eliminados Equipe Vermelho |                       |
| Daniela      | 9 anos       |                            |                       |